# キャット・ディーリー
キャット・ディーリー（Catherine Elizabeth "Cat" Deeley, 1976年10月23日 - ）は、イギリスの司会者、モデル、歌手。英ユニセフの親善大使。『アメリカン・ダンスアイドル』の司会者として有名で、同番組のホストとして４度エミー賞にノミネートされている。175cmの長身で、イギリスのニューウーマン誌が行った理想のボディを持つアイドルのアンケートで7位に選ばれたことがある。

## 略歴
バーミンガムのサットン・コールドフィールド出身。14歳のときにBBCの『The Clothes Show』に出演し注目を集め、エージェントと契約してモデルとして働くようになる。
1998年よりAnt & Decとともに『SMTV Live』『CD:UK』の司会をつとめる。2005年にBBCのコメディ番組『リトル・ブリテン』に本人役で出演。
2006年にFOXの『アメリカン・ダンスアイドル』（シーズン２）の司会者となり、10年にわたり続投中。
アメリカとイギリス双方のTV番組に出演しており、2012年に『America's Next Top Model』のゲスト審査員をつとめたり、『人生短し…』『House of Lies』『シンプソンズ』などにも本人役で出演している。

## 参照
1. ↑  “Cat Deeley”.   askmen.com. 2008年11月13日閲覧。